# Tasha Schwikert
Tasha Schwikert (Las Vegas, 21 de novembro de 1984) é uma ex-ginasta norte-americana que competiu em provas de ginástica artística.
Tasha fez parte da equipe norte-americana que disputou os Jogos Olímpicos de Sydney, em 2000, na Austrália.

## Carreira
Nascida em Las Vegas, Tasha é filha de Shannon Warren e Joy Schwikert, tem uma irmã mais nova, também ginasta, chamada Jordan. Iniciou no desporto aos seis anos de idade, treinando no clube Gym Cats, sob os cuidados do técnico Cassie Rice. Em 1997, aos treze anos, disputou seu primeiro evento internacional, entrando na equipe nacional no ano seguinte.
Em 2000, disputou o American Classic, no qual saiu campeã no individual geral. No compromisso seguinte, deram-se os Jogos Olímpicos de Sydney. Neles, sua equipe somou 152,933 pontos, e encerrou com a quarta colocação; a equipe romena conquistou a medalha de ouro. No ano posterior, competiu no Campeonato Nacional Americano, sendo medalhista de ouro na prova geral individual. No Mundial de Gante, conquistou a medalha de bronze na prova coletiva, superada pela equipe romena e russa, ouro e prata, respectivamente. Individualmente, fora quinta colocada no geral e na trave e oitava no solo. Em 2002, disputou a Copa América, do qual saiu campeã na prova geral. No compromisso seguinte, deu-se o Nacional Americano, sendo novamente medalhista de ouro no concurso geral. No último evento do ano, disputou o Campeonato da Aliança do Pacífico. Nele, conquistou três medalhas de ouro: geral, trave e solo, e uma medalha de prata, conquistada nas barras assimétricas. No ano seguinte, disputou o Campeonato Nacional, do qual saiu vice-campeã no evento individual, superada pela companheira de seleção Courtney Kupets. No Mundial de Anaheim, ao lado de Courtney Kupets, Terin Humphrey, Chellsie Memmel, Carly Patterson e Hollie Vise, conquistou a medalha de ouro por equipes, ao somar 112,573 pontos. Matriculada na Universidade da Califórnia, Tasha disputou em 2005, o NCAA Championships, no qual foi medalhista de ouro no geral e bronze nas barras. Dois anos depois, novamente em disputa, foi vice-campeã nas parelelas. No ano seguinte, em mais uma edição do evento, foi medalhista de ouro nas barras e no geral, e prata no solo.
Após a realização do evento, Schwikert anunciou oficialmente sua aposentadoria do desporto. Após, passou a trabalhar como comentarista esportiva para o canal NBC, tendo comentado anteriormente os Mundiais de 2005, 2006 e 2007. Em seguida, comentou pelo mesmo canal, os Jogos Olímpicos de Pequim, em 2008.

## Principais resultados
| Ano  | Evento                                    | AA               | Equipe            | Salto sobre o cavalo | Trave            | Barras assimétricas | Solo             |
| ---- | ----------------------------------------- | ---------------- | ----------------- | -------------------- | ---------------- | ------------------- | ---------------- |
| 1998 | Campeonato Nacional Americano (júnior)    | 15º              |                   |                      |                  |                     |                  |
| 2000 | American Classic                          | Medalha de ouro  |                   |                      |                  |                     |                  |
| 2000 | Jogos Olímpicos                           |                  | Medalha de bronze |                      |                  |                     |                  |
| 2001 | PAGU Championships                        | Medalha de ouro  | Medalha de ouro   | Medalha de prata     | Medalha de prata | Medalha de ouro     | Medalha de prata |
| 2001 | Campeonato Nacional Americano             | Medalha de ouro  |                   |                      |                  |                     |                  |
| 2001 | Campeonato Mundial de Ginástica Artística | 5º               | Medalha de bronze |                      | 5º               |                     | 8º               |
| 2002 | American Classic                          | Medalha de ouro  |                   |                      |                  |                     |                  |
| 2002 | Copa América                              | Medalha de ouro  |                   |                      |                  |                     |                  |
| 2002 | Campeonato da Aliança do Pacífico         | Medalha de ouro  |                   | 5º                   | Medalha de ouro  | Medalha de prata    | Medalha de ouro  |
| 2002 | Campeonato Nacional Americano             | Medalha de ouro  |                   |                      |                  |                     |                  |
| 2003 | Campeonato Nacional Americano             | Medalha de prata |                   |                      |                  |                     |                  |
| 2003 | Campeonato Mundial de Ginástica Artística |                  | Medalha de ouro   |                      |                  |                     |                  |
| 2005 | NCAA Championships                        | Medalha de ouro  | 4º                |                      | 5º               | Medalha de bronze   |                  |
| 2007 | NCAA Championships                        |                  |                   |                      |                  | Medalha de prata    |                  |
| 2008 | NCAA Championships                        | Medalha de ouro  |                   | 8º                   |                  | Medalha de ouro     | Medalha de prata |